# The Problem with Apu
The Problem with Apu ist ein Dokumentarfilm von und mit dem US-amerikanischen Komiker Hari Kondabolu aus dem Jahr 2017, produziert und inszeniert von Michael Melamedoff. Der Film konzentriert sich auf die Figur Apu Nahasapeemapetilon, einem indischen Immigranten aus der Zeichentrickserie Die Simpsons, der eine Zeit lang die einzige Figur südasiatischer Abstammung war, die regelmäßig im amerikanischen Fernsehen zu sehen war. Der Film handelt von Begegnungen mit negativen Stereotypen, Mikroaggressionen und Rassismus gegen Menschen indischer und südasiatischer Herkunft.

## Produktion und Veröffentlichung
Die Dreharbeiten für The Problem with Apu begannen im April 2016. Der Film wurde im Herbst 2017 mit Live-Auftritten mit Hari Kondabolu gezeigt, bevor er am 19. November im truTV-Network veröffentlicht wurde.

## Hintergrund
Kondabolu wuchs mit der Zeichentrickserie The Simpsons auf und bezeichnet sie als großen Einfluss auf seine Comedy und sein Können. Anfangs gefiel ihm die Figur Apu, weil sie die einzige Darstellung der Kultur seiner Familie war, die regelmäßig im Fernsehen in den Vereinigten Staaten ausgestrahlt wurde. Kondabolu sagte der BBC, „Apu war der einzige Inder, den wir überhaupt im Fernsehen hatten, also war ich als Kind glücklich über jede Darstellung“. Als er älter wurde, wurde Kondabolu allerdings gegenüber der Figur des Apu kritischer. Kondabolu erläuterte in der The Daily Show with Trevor Noah, dass der Apu-Charakter seiner Ansicht nach eine ernste und heimtückische Wirkung gehabt habe und dass der Einsatz von Humor in der Darstellung eine künstlerische Art sei, Rassismus attraktiver zu machen.
In einem Interview berichtet Kondabolu über seine Mutter, die ihn lehrte, dass „man etwas kritisieren kann, das man liebt, weil man mehr von ihm erwartet.“ Seine erste öffentliche Kritik am „Simpsons“-Charakter Apu entstand durch den Druck von W. Kamau Bell während der ersten Staffel seiner FX-Fernsehsendung Totally Biased. Im Jahr 2012 arbeitete Kondabolu als Schriftsteller in der Show, und Bell bemerkte dessen Kritik gegen Apu, weil diese Figur Rassenstereotype über Inder schüre. Bell erwartete von Kondabolu, dass er dieses Problem in sein Stand-up-Comedy-Programm aufnehmen solle. Kondabolu kritisiert dagegen in seinem Dokumentarfilm Apu-Synchronsprecher Hank Azaria (sephardisch-jüdischer Abstammung) und nannte ihn „einen Weißen, der einen Eindruck von einem Weißen macht, der sich über meinen Vater lustig macht.“ Kondabolu benennt auch andere Darstellungen von Südasiaten im Mainstream-Fernsehen und Film als rassistisch – wie z. B. einen Mann, der in Indiana Jones und der Tempel des Todes Affenhirne isst, und einen Schauspieler, der ein ausgestopftes Erdmännchen in einem metroPCS-Werbespot streichelt. Kondabolu beschloss schließlich, den einminütigen Abschnitt über Apu zu einem ganzen einstündigen Dokumentarfilm auszubauen.
Simpsons-Schöpfer Matt Groening benannte Apu nach dem Protagonisten der Apu-Trilogie des bengalischen Filmemachers Satyajit Ray. Hank Azaria lehnte den Stimmcharakter von Apu an einen 7-Eleven-Angestellten an, der in der Nähe seines Hauses in Los Angeles arbeitete, sowie an Peter Sellers’ Figur Hrundi V. Bakshi, einen indischen Schauspieler aus dem Film Der Partyschreck. In einem Interview aus dem Jahr 2015 bestätigte Azaria die Wirkung der Figur als „Futter für weit verbreitetes rassistisch motiviertes Mobbing“, dem Kinder südasiatischer Abstammung ausgesetzt seien. Kondabolu bat Azaria um ein Interview für den Film, aber Azaria lehnte ab, aus Angst, dass seine Worte durch den Schnittprozess des Films manipuliert würden. Er stimmte einer Diskussion zu, die entweder durch Terry Gross in der öffentlichen Radiosendung Fresh Air oder auf Marc Marons Podcast WTF ermöglicht werden sollte, widerrief sein Angebot aber, nachdem Kondabolu angenommen hatte.